# Dreieck Nahetal
Dreieck Nahetal is een knooppunt in de Duitse deelstaat Rijnland-Palts.
Op dit half-sterknooppunt in het Nahetal sluit de A60 vanuit Mainz aan op de A61 Venlo-Hockenheim.

## Geografie
Het knooppunt ligt nabij de stad Bingen am Rhein.
Nabijgelegen stadsdelen zijn Dromersheim, Sponsheim en Dietersheim.
Nabijgelegen dorpen zijn Ockenheim Grolsheim en Gensingen.
Het knooppunt ligt ongeveer 30 km ten westen van Mainz en ongeveer 15 km ten noorden van Bad Kreuznach.

## Configuratie
Rijstrook
Nabij het knooppunt hebben beide snelwegen 2x2 rijstroken. De verbindingswegen Koblenz-Mainz v.v. De overige verbindingswegen hebben één rijstrook.
Knooppunt
Het knooppunt is een mengvorm tussen een half-sterknooppunt en een klaverbladknooppunt.

## Verkeersintensiteiten
Dagelijks passeren ongeveer 140.000 voertuigen het knooppunt.
| Van                 | Naar                    | Gemiddeld aantal voertuigen per dag | Percentage vrachtverkeer |
| ------------------- | ----------------------- | ----------------------------------- | ------------------------ |
| AD Nahetal          | AS Bingen-Ost (A 60)    | 44.500                              | 9,6%                     |
| Bingen-Mitte (A 61) | AD Nahetal              | 55.000                              | 19,2%                    |
| AD Nahetal          | AS Bad Kreuznach (A 61) | 54.400                              | 18,2%                    |
| L 242               | AD Nahetal              | 7.800                               | 13,3%                    |

## Richtingen knooppunt
| Aansluitende wegen                                                       | Aansluitende wegen | Aansluitende wegen                                | Aansluitende wegen | Aansluitende wegen |
| ------------------------------------------------------------------------ | ------------------ | ------------------------------------------------- | ------------------ | ------------------ |
|                                                                          |                    | richting Bingen-Ost / Ingelheim Mainz / Frankfurt |                    |                    |
|                                                                          |                    |                                                   |                    |                    |
| richting Luchthaven Hahn Bingen-Mitte / Sankt Goar (B9) Koblenz / Keulen |                    |                                                   |                    |                    |
|                                                                          |                    |                                                   |                    |                    |
| L242L417 richting Bingen-Sponsheim Grolsheim / Gensingen                 |                    | richting Bad Kreuznach / Ludwigshafen             |                    |                    |